# Arheološki muzej Retimno
Arheološki muzej Retimno je muzej v Retimnu, Kreta, Grčija. Stavba, v kateri je muzej, je cerkev San Francesco, ki jo je zgradila družina Barozzi okoli leta 1530.

## Zgodovina muzeja
Njegov izvor je bila arheološka zbirka, zbrana v drugi polovici 19. stoletja v Retimnu z nakupi in donacijami izobraževalnega združenja, ki je bila sestavljena iz keramike, kipov in kovancev, predvsem iz klasičnega in helenističnega obdobja, vendar brez navedb o njenem izvoru. Vseboval je tudi nekaj egipčanskih predmetov in feničanski obesek. Kasneje se je ta zbirka povečala z najdbami arheoloških izkopavanj v regiji v 20. stoletju.
Do druge svetovne vojne je bila ta zbirka nastanjena v stavba v zgodovinskem središču mesta, do leta 1954 je bil arheološki muzej slovesno odprt v stavbi beneške lože in pozneje, leta 1990, pa so ga preselili v peterokotno stavbo pred utrdbo Fortaleza. Zaradi strukturnih težav te zadnje stavbe je zbirka arheološkega muzeja od leta 2016 začasno izpostavljena v beneški cerkvi San Francisca, dokler ne bo zgrajena nova stavba za muzej, stavbo, v kateri trenutno domuje, pa je zgradil družina Barozzi okrog leta 1530.

## Zbirke
Muzej vsebuje zbirko predmetov, ki pripadajo obdobjem med prazgodovino in 17. stoletjem, predvsem iz krajev v obrobni regiji Retimno.

### Paleolitik in neolitik
Najstarejše najdbe, ki jih hrani muzej, so paleolitska orodja. Druga kamnita orodja izvirajo iz mezolitika in neolitika. Iz tega zadnjega obdobja so opazni predmeti, najdeni v jami Gerani, ki je bila naseljena med 6000 in 3800 pr. n. št. Edinstven kos iz te jame je marmorni kipec v kikladskem slogu, datiran okoli 4500 pr. n. št.
- Poznoneolitski keramični kos
- Neolitska keramika iz jame Gerani
- Marmorna figurica v kikladskem slogu

### Bronasta doba in temna doba
Iz bronaste dobe izstopajo predmeti, ki pripadajo minojski civilizaciji. Od zelo zgodnje faze (2600 pr. n. št.) je bilo naselje blizu Jamalevrija naseljeno med letoma 2100-2000 pr. n. št. Na hribu blizu tega kraja je delovala obrtna delavnica na prostem za proizvodnjo aromatičnih olj. Drugi predmeti prihajajo iz različnih jam, vključno z Melidoni, palačo Monastiraki, nekropolo Armeni, gorskimi svetišči Vrisinas, Mavru Korifí, Spili in Atsipades, Apodulu, Mixórruma, Kaló Jorafi, Pera Galini in Zóminthos.
Nekateri pomembni edinstveni predmeti so glineni model zgradbe (1900-1700 pr. n. št.) iz Monastirakija, več larnaksov s poslikavami, amfora z napisom v linearni pisavi B, najdena v Armeniju, bronasto ogledalo z okrašenim ročajem iz Pangalojorija grobnica (1380-1300 pr. n. št.) in kipec boginje z dvignjenimi rokami iz Sakturije.
Drugi edinstveni predmeti pripadajo grški temni dobi, kot je velik bronasti krater, najden v obokani grobnici v Pantánasi, in še en krater iz Sibrite s predstavitvijo plešočih bojevnikov. Ti deli sta iz 11. ali 10. stoletja pr. n. št.
- Larnaks iz starega minojskega obdobja
- Minojski larnaks, verjetno iz predpalacijskega obdobja
- Minojski larnax v morskem slogu iz neopalacijskega obdobja

### Arhaično, klasično, helenistično in rimsko obdobje
Razstavljeni so predmeti iz arhaične dobe iz starodavnih mest Aksos, Eleuterna in še enega neznanega mesta iz območja Onité, blizu mesta Guledianá. Poleg tega so bili dokazi kultnih dejavnosti v več stoletjih najdeni v svetišču na prostem v Mikrá Anogia. Iz klasičnega, helenističnega in rimskega obdobja so predmeti iz zgoraj omenjenih mest, vendar so še posebej opazne najdbe iz starodavne Lape - zlasti marmorni kip Afrodite iz 1. stoletja - in iz nekropol na območju Stavromenos in Sfakaki. V teh nekropolah so bile namreč najdene nagrobne zlate plošče z napisi iz rimskih časov.
Po drugi strani pa je pomembna tudi vrsta steklenih in bronastih predmetov iz rimskega obdobja iz različnih krajev in iz brodoloma v Agia Galini.
- Napis iz arhaične dobe iz Eleuterne
- Kovanec iz 5. stoletja pr. n. št. s predstavitvijo glave Atene
- Nekateri deli iz razbitine ladje Agia Galini iz 3. stoletja

### Bizantinska in postbizantinska doba
Iz bizantinskega in postbizantinskega obdobja so ohranjeni arhitekturni, kiparski in slikarski elementi iz cerkva, drugi okrasni elementi in kovanci. Poudarki vključujejo mozaik iz 4. ali 5. stoletja s predstavitvijo lovske scene iz Argirúpolija (starodavne Lape); freske iz 14. stoletja iz cerkve Panagia de Patsós; fragment arcosolium sarkofaga iz 16. stoletja iz cerkve v Prinosu in beneške skulpture iz 16. stoletja.